# Ludwig Klein (Maschinenbauingenieur)

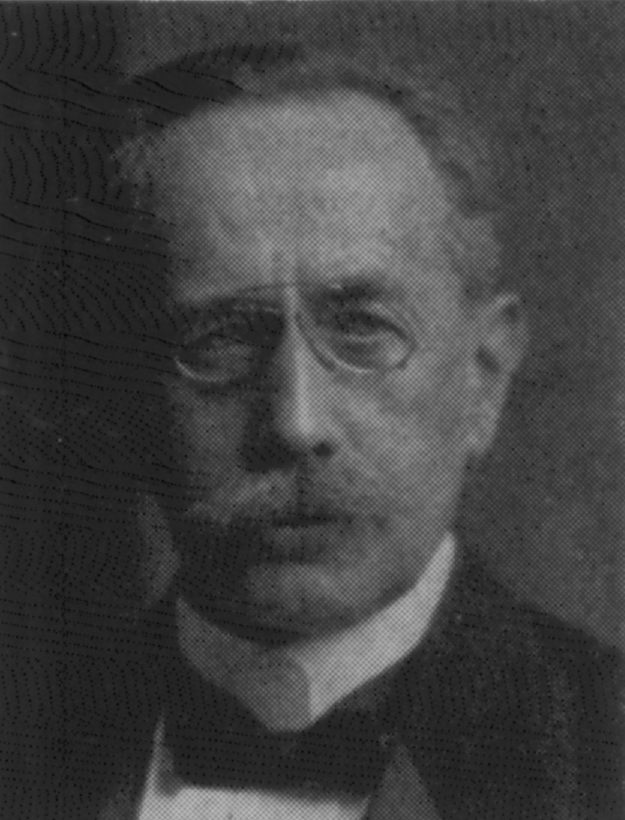
Ludwig Klein, um 1931

Ludwig Klein (* 16. Oktober 1868 in Augsburg; † 26. Juli 1945 in Bevensen, Kreis Uelzen) war ein deutscher Maschinenbauingenieur und als Professor für Fördertechnik an der TH Hannover von 1931 bis 1933 Rektor der Technischen Hochschule Hannover.

## Leben
Nach einem Studium an der Technischen Hochschule (TH) München arbeitete Ludwig Klein als Konstrukteur bei der Schmalkaldener Firma Zobel, Neubert & Co. Von 1892 bis 1895 war er Assistent an der TH München und wechselte im Anschluss zur Firma Ehrhardt & Sehmer in Saarbrücken. 1898 ging er als Dozent an die Königliche Technische Hochschule Hannover und wurde dort 1899 außerordentlicher Professor. 1901 wurde Klein als Professor für Allgemeine Maschinenlehre an die Königliche Technische Hochschule Hannover berufen. Er hielt Vorlesungen zur Allgemeinen Maschinenlehre, zum Maschinenzeichnen, über Hebezeuge und Pumpen, Wasserhaltungs-, Förder- und Gebläsemaschinen sowie Baumaschinen. Ab 1910 kam eine neue Vorlesung mit dem Titel Förderanlagen für Massengüter hinzu. Diese Thematik bildete einen neuen Schwerpunkt des Lehrstuhls, der 1930 in eine Umbenennung in Institut für Förderanlagen mündete. Von 1931 bis 1933 war Ludwig Klein Rektor der Technischen Hochschule Hannover. Er begrüßte die Machtergreifung der Nationalsozialisten, förderte die Nazifizierung der Hochschule und zeigte eine antisemitische Haltung, z. B. im Berufungsverfahren Hugo Kulka für den Lehrstuhl Eisenbau und Statik 1932/33. Im November 1933 unterzeichnete er das Bekenntnis der deutschen Professoren zu Adolf Hitler. 1935 wurde er emeritiert. Sein Nachfolger wurde Albert Vierling.
Ludwig Klein war Mitglied des Vereins Deutscher Ingenieure (VDI) und des Hannoverschen Bezirksvereins des VDI.

## Auszeichnungen
- 1917: Ernennung zum Geheimrat
- 1943: Goethe-Medaille für Kunst und Wissenschaft
- Ehrendoktorwürde
- Ehrenmitgliedschaft des VDI-Bezirksvereins Hannover[1]

## Schriften (Auswahl)
- Vorträge über Hebezeuge. Hellwing, 1921. 4. Auflage 1929.
- mit Josef Maercks: Lehrbuch des Maschinenbaues. Bd. 1: Die maschinentechnischen Baustoffe. Engelmann, Leipzig 1926.
- Untersuchungen von Lagern mit „Gittermetall“ und „Regelmetall“-Ausguss. Braunschweiger Hüttenwerk, Braunschweig-Melverode 1927.
- Die Kreiselpumpe als Kesselspeisepumpe. Ziemsen, Wittenberg 1929.
- mit Erich Falz: Das wirtschaftlichste Lagermetall. Eine praktisch-wissenschaftliche Studie auf betriebstechnischer Basis unter Stützung auf das Gutachten von Prof. Klein und die Grundzüge der Schmiertechnik von Ober-Ing. Falz. Braunschweiger Hüttenwerk, Braunschweig-Melverode 1933.
- Die Berechnung der Drahtseile. Ziemsen, Wittenberg 1937.